# Ezio Andolfato
Ezio Andolfato (Caserta, 30 novembre 1910 – Birgot, 24 aprile 1936) è stato un militare italiano, decorato con la Medaglia d'oro al valor militare alla memoria nel corso della guerra d'Etiopia.

## Biografia
Nacque a Caserta il 30 novembre 1910.  Arruolatosi nel Regio Esercito iniziò a frequentare la Regia Accademia Militare di Fanteria e Cavalleria di Modena da cui uscì nell'aprile 1933 con il grado di sottotenente in servizio permanente effettivo, assegnato all'arma di fanteria, corpo degli alpini. Assegnato al 5º Reggimento alpini di Vipiteno, frequentò successivamente la scuola di applicazione di Parma, venendo promosso tenente nel 1934. Assegnato al Regio corpo truppe coloniali di stanza in Somalia, arrivò a Mogadiscio il 24 aprile 1935 entrando in servizio presso il V Battaglione bande armate. Dopo lo scoppio della guerra d'Etiopia, nel febbraio del 1936 fu trasferito al 1º raggruppamento arabo-somalo. Il 24 aprile perse la vita durante un attacco alla baionetta ad una postazione nemica, ma riuscendo a cedere al suo sostituto, il comando dei suoi uomini. Per onorarne il coraggio in questo frangente fu decorato con la Medaglia d'oro al valor militare alla memoria.
Una caserma di Santa Maria Capua Vetere ha portato il suo nome.

### Fonti
1. 1 2 3 4  Combattenti Liberazione.
2. 1 2 3 4  Noi Alpini.
3. ↑  Bianchi 2012, p. 14.
4. ↑  Motivazione della Medaglia d'Oro sul sito della Presidenza della Repubblica
5. ↑   Bollettino ufficiale delle nomine, promozioni e destinazioni negli ufficiali e sottufficiali del R. esercito italiano e nel personale dell'amministrazione militare, 1937,  p. 2972. URL consultato il 12 marzo 2021.